# Pista ciclabile Antica Strada Regina
La ciclabile Antica Strada Regina è una pista ciclopedonale che collega Cremona a Soresina, lunga 25 km e si sviluppa interamente in provincia di Cremona in sede protetta o lungo strade a traffico ridotto.

## Storia
Il  Piano territoriale di coordinamento provinciale sviluppava nel 1998 l'ipotesi di un collegamento ciclabile tra Cremona e Soresina, denominato genericamente “Pista Antica Regina” che prevedeva la riqualificazione del vecchio tracciato della strada Castelleonese .
La giunta provinciale approvò il progetto durante la seduta del 25 febbraio 2003 mentre gli avvisi di gara furono emessi nel 2005. I lavori vennero appaltati e portati al termine durante l'anno 2006 e costarono 500.000 euro .

## Il percorso

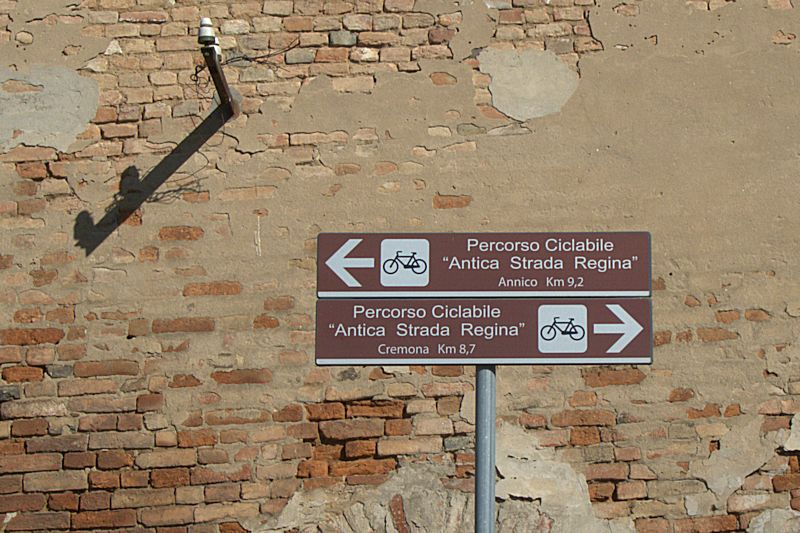
Segnaletica lungo la pista ciclabile

La ciclabile prende avvio a Cremona, presso l'incrocio tra via Nazario Sauro e via Castelverde: quest'ultima è la strada da percorrere ed è aperta al traffico promiscuo per circa 400 metri, quindi diviene zona a traffico limitato. Si tratta questo dell'antico tracciato viario in uscita da Cremona verso Bergamo, prima della costruzione dell'ex strada statale 498 Soncinese nel 1921. Via Castelverde va percorsa fino a Breda de' Bugni, frazione nella quale sorge il castello Trecchi, di origini trecentesche. Qui è prevista la deviazione sulla via Fornace che permette di raggiungere la SP41; la frazione Costa Sant'Abramo viene raggiunta in sede protetta.
Attraverso le vie urbane della località (vie Nazario Sauro e via Redenzione) si perviene al vecchio percorso della strada Castelleonese, che nei secoli si è sovrapposta all'Antica Via Regina. La strada, dapprima con traffico promiscuo, quindi in sede protetta, va percorsa fino all'incrocio con la strada comunale per Cortetano, verso cui è necessario deviare poiché alcuni metri della vecchia strada sono ora di proprietà privata. Attraversata la frazione si perviene di nuovo sullo storico percorso fino all'incrocio con la strada comunale per Annicco. Fino a qui il fondo della pista ciclabile è totalmente asfaltato.

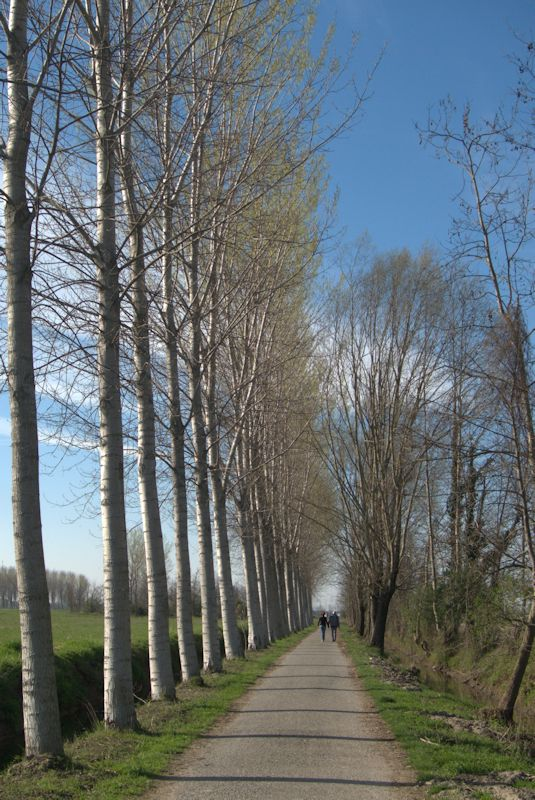
La pista ciclopedonale tra Annicco e Grontorto

L'arteria affianca il borgo di Luignano, quindi raggiunge Annicco in prossimità del cimitero, presso il quale si devia a sinistra percorrendo via Roma, asse viario principale del paese. Attraverso vie interne (via Arnaldo da Brescia, via Borsellino) si perviene alla strada vicinale che collega il capoluogo comunale alla frazione Grontorto; questo tratto ha il fondo in ecomanto ed è il tratto più ambientale dell'intera pista ciclabile, che si snoda in piena campagna tra pioppeti e campi di mais affiancando le rogge Babbiona e Spinadesca.
Attraversata la piccola frazione di Grontorto (via Vittorio Veneto e via Ponchielli) la pista corre in una sorta di tunnel alberato lungo circa un chilometro caratterizzato da castagni, querce, pioppi e platani. Prima della ferrovia Treviglio-Cremona il percorso devia verso occidente attraversando la SP47 e raggiungendo così via Alderico da Soresina dove ha termine la pista.

## Collegamenti ciclopedonali
Non esistono collegamenti diretti con altre piste ciclabili; attraversano le vie urbane di Soresina è possibile raggiungere la ciclabile delle Città Murate.